# Mistaya (rivier)
De Mistaya is een korte rivier in het westen van de provincie Alberta in Canada. Ze stroomt door de Canadese Rocky Mountains. Vanaf Peyto Creek gerekend heeft de Mistaya een totale lengte van 38 km. 
Een deel van de rivier ligt aan de Icefields Parkway (Highway 93) die speciaal voor het toerisme langs de rivier is aangelegd.
De Mistaya ontspringt in het Peytomeer, een gletsjermeer met een karakteristieke blauwe kleur door de vermenging met een soort rotspoeder dat ontstaat door de erosie in de gletsjer.
Zijstromen van de Mistaya zijn de Delta, Silverhorn, Cirque, Noyes, Chephren Totem, Epaulette, Bison, Kaufmann en Sarback. Er zijn een aantal uitgerekte meren gevormd langs de rivier, waaronder het Mistayameer en de Waterfowlmeren.
De Mistaya stroomt in de North Saskatchewan-rivier bij de plaats Saskatchewan River Crossing in Alberta.